# Лайза Грін
Лайза Грін (англ. Lisa Green; нар. 18 липня 1968) — колишня американська тенісистка.
Найвищу одиночну позицію світового рейтингу — 197 місце досягла 7 листопада, 1988 року.

## Фінали ITF

### Одиночний розряд: 1 (0–1)
| Результат | Дата          | Турнір        | Покриття | Суперниця   | Рахунок  |
| --------- | ------------- | ------------- | -------- | ----------- | -------- |
| Поразка   | 19 липня 1987 | Феєтвілл, США | Тверде   | Джейн Томас | 2–6, 0–6 |